# La Pesada Subversiva
La Pesada Subversiva es un colectivo boliviano de activistas por los derechos de las diversidades sexuales, que utilizan intervenciones artísticas para mostrar su postura política.

## Historia
Este colectivo transfeminista se fundó en 2018 en la ciudad de Santa Cruz de la Sierra. Sus miembros fundadores son Christian Egüez y Alejandra Menacho. 
En palabras de Christian Egüez, uno de los objetivos de La Pesada Subversiva es:
Luchar y reconocer a Santa Cruz como un territorio de resistencia a los discursos de odio, a los fascismos que están hoy en auge y a los discursos hegemónicos que construyen la imagen de este departamento hacia afuera, una Santa Cruz conservadora, ultra-religiosa, con líderes que representan a las ultra-derechas actuales y que nuestro papel, nuestro rol principal es hacerle frente a esas representaciones, a esos discursos. 
La Pesada Subversiva ganó relevancia nacional cuando, en junio de 2022, un grupo de personas atacaron la muestra de arte organizada por el colectivo por considerarlo una abominación, un acto satánico y de degradación moral. Ante este discurso homofóbico, La Pesada Subversiva hizo notar que atentar contra la libertad de expresión artística es un delito y que la homofobia está penada por la Ley 045.
Entre 2022 y 2025 el colectivo organizó una seria de exposiciones denominada Revolución Orgullo.